# Bétera
Bétera település Spanyolországban, Valencia tartományban. Bétera Valencia, Godella, Moncada, Náquera, Paterna, La Pobla de Vallbona, Serra és San Antonio de Benagéber községekkel határos. Lakosainak száma 27 584 fő (2024).

## Népesség
A település népessége az utóbbi években az alábbiak szerint változott:
| Lakosok száma | 14 551 | 17 188 | 19 491 | 20 740 | 21 868 | 21 846 | 23 178 | 24 272 | 26 289 | 27 584 |
|               | 2001   | 2004   | 2007   | 2009   | 2012   | 2014   | 2017   | 2019   | 2022   | 2024   |